# 푹스군
수학에서 푹스군(Fuchs群, 영어: Fuchsian group)은 {\displaystyle PSL(2;\mathbb {R} )}의 이산 부분군이다.

## 정의
상반평면 {\displaystyle \mathbb {H} =\{\tau \in \mathbb {C} \colon \operatorname {Im} \tau >0\}} 위에 다음과 같은 쌍곡 계량을 주자. ({\displaystyle \tau =x+iy})
{\displaystyle ds=y^{-1}{\sqrt {dx^{2}+dy^{2}}}}
이 계량에 대한 등거리변환은 뫼비우스 변환이다.
푹스군은 다음 조건을 만족시키는 {\displaystyle \operatorname {PSL} (2;\mathbb {R} )}의 부분군 {\displaystyle G}이다.
- 모든 {\displaystyle \tau \in \mathbb {H} }에 대하여, {\displaystyle G}-작용의 궤도 {\displaystyle G\tau }가 극한점을 갖지 않는다.

보다 일반적으로, {\displaystyle \operatorname {PSL} (2;\mathbb {C} )}에 대한 푹스 군도 정의할 수 있다.

## 예
가장 대표적인 예로, 모듈러 군 {\displaystyle \operatorname {PSL} (2;\mathbb {Z} )}가 있다. 또한 모듈러 군의 주동형 부분군 {\displaystyle \Gamma (N)} 또한 푹스 군이다.

## 역사
앙리 푸앵카레가 라차루스 푹스의 1880년 논문 으로부터 영감을 얻어 1882년 정의하였고, 푹스의 이름을 땄다.